# Trylogia rzymska
Trylogia rzymska – cykl dzieł Jacka Bocheńskiego tworzony przez prawie pięćdziesiąt lat. W skład cyklu wchodzą tomy: Boski Juliusz, Nazo poeta, Tyberiusz Cezar.
Bocheński rozpoczął pisanie pierwszego tomu z inicjatywy Ireny Szymańskiej, która pewnego dnia w restauracji wydawnictwa Czytelnik, zaproponowała Bocheńskiemu napisanie powieści o Gajuszu Juliuszu Cezarze. Wybór dwóch głównych bohaterów dalszych części, Owidiusza i Tyberiusza, został uwarunkowany chęcią zachowania ciągłości chronologicznej: Rzym za Cezara, następnie za Oktawiana i wreszcie za Tyberiusza. Czas akcji to wyżej wspomniana epoka starożytna trzech cesarzy, jak również świat współczesny, miejsce akcji to nie tylko starożytny Rzym, lecz również tereny barbarzyńskie (Galia), Grecja (Rodos), a także Starożytny Wschód. W każdej z trzech części narrator przybiera określoną rolę, dostosowaną do potrzeby czasu oraz uzależnioną od tego, kim jest bohater danej części. Autor umiejętnie łączy świat antyczny ze współczesnym, zna teksty źródłowe. Zamierzeniem autora było skonfrontowanie postaci głównych bohaterów z nami, ludźmi współczesnymi, w rezultacie Bocheński stworzył dzieło, które ogarnęło starożytność, świat PRL oraz świat współczesny.
Suplement do Trylogii stanowi wydany w 2010 roku Antyk po antyku.

## Części cyklu

### Boski Juliusz
Pierwsza część trylogii pisana w latach 1958–1960 i wydana po raz pierwszy w 1961 roku nakładem wydawnictwa Czytelnik. Początkowo książka miała stanowić zbiór komentarzy do dzieł literatury antycznej, w takiej oprawie była drukowana w odcinkach w Przeglądzie Kulturalnym w latach 1959–1960.
Jest to zbeletryzowana opowieść o Juliuszu Cezarze, którą opowiada narrator wcielający się w rolę antykwariusza. Antykwariusz interesuje się przede wszystkim jednym zagadnieniem, wokół którego koncentruje fabułę: co zrobił Cezar, aby zostać uznanym za boga. Sam narrator nazywa siebie antykwariuszem, autorem podręcznika dla miłośników boskości. Wydarzenia nie są prezentowane chronologicznie, ale wypunktowane według zasady, którą autor nazywa boskością Cezara, w związku z czym akcja została podzielona na cztery części: okrucieństwo, łaska, miłość, nienawiść, na końcu zamieszczone zostaje zakończenie według Plutarcha. Antykwariusz powołuje się na takie źródła, jak: O wojnie galijskiej i O wojnie domowej Cezara, dzieła Swetoniusza, Tacyta, Diona, poezja Katullusa, listy Cycerona.
W części pierwszej poznajemy Cezara jako doskonałego taktyka i organizatora w wojnie galijskiej, w części drugiej antykwariusz opowiada o jego dziejach na wojnie domowej, w części trzeciej o jego przygodach miłosnych (w tym o związku z Kleopatrą), w czwartej o konflikcie Cezara z Markiem Poncjuszem Katonem.
Dzięki różnemu doborowi źródeł poznajemy Cezara w odmiennych odsłonach: widzimy go oczami oportunisty Cycerona, lub poety Katullusa każącemu Cezarowi rozliczać się z finansowych szachrajstw. Oprócz samego Cezara antykwariusz przedstawia sylwetki innych postaci starożytności: Cycerona i Attyka, Katullusa i Lesbii, Pompejusza i Katona.
Krytycy i opinia publiczna niesłusznie doszukiwali się w powieści aluzji do polityków rządzących w ówczesnej Polsce. Cezar Bocheńskiego był łysy, więc miała to być aluzja do łysego Cyrankiewicza lub do Gomułki. Gdy Jan Brzechwa w 1971 roku zgłosił książkę do nagrody Nowej Kultury, wybuchnął skandal: z powodu rzekomych aluzji książka otrzymała bezwzględny zakaz nagrody. Afera ta przybrała rozmiary międzynarodowe, pisano o tym m.in. w Time, Süddeutsche Zeitung, Die Welt, Frankfurter Allgemeine Zeitung.

### Nazo poeta
Druga część trylogii pisana w latach 1966–1968 i wydana po raz pierwszy w 1969 roku nakładem wydawnictwa Czytelnik. Bocheński ukończył powieść w 1968 roku, jednak z uwagi na fakt, iż był autorem objętym zakazem drukowania, książka przeleżała w wydawnictwie ponad rok i została oddana do druku w 1969 roku. Bocheński wpadł na pomysł napisania powieści już podczas pracy nad Boskim Juliuszem.
Książka została podzielona na trzy części: tętnienie, przemiany, śledztwo. Głównym bohaterem jest poeta Owidiusz. Aby móc opowiedzieć o jego losach narrator przybiera rolę konferansjera (w myśl zasady, że tylko ktoś taki może opowiadać o życiu artysty), natomiast czytelnicy przybierają rolę publiczności. Owidiusz był idolem mas w swej epoce, dlatego Bocheński porównuje go do gwiazd rockowych, np. do Jimiego Hendrixa.
Główną kwestią wokół której skoncentrowana jest fabuła, stanowi pytanie o przyczyny wygnania Owidiusza z Rzymu. Tym samym konferansjer proponuje czytelnikowi historię kryminalną o nieco odwróconym schemacie: nie szukamy winowajcy, który jest wiadomy, lecz winy. Podobnie jak w przypadku pracy nad Boskim Juliuszem, Bocheński wykorzystuje teksty źródłowe, głównie poezje Owidiusza (Metamorfozy, Tristia), ale również w miarę konieczności sięga po historyków (Tacyt, Dion).
Konferansjer szczegółowo analizuje możliwe przyczyny upadku poety, w miarę rozwoju akcji staje się coraz bardziej dziennikarzem śledczym. Układa różne scenariusze, proponuje różne interpretacje. Przez cały czas podtrzymuje kontakt z czytelnikami-publicznością, do których zwraca się proszę Państwa. Umieszcza fikcyjne przesłuchanie Owidiusza, gdzie występuje jako przesłuchujący: potomność musi poznać rzeczywistą winę poety.
Opisując Oktawiana Augusta, Bocheński wzorował się na postaci Gomułki.

### Tyberiusz Cezar
Trzecia część trylogii; Bocheński rozpoczął pisanie tej części w październiku 1970 roku, wrócił do niej po trzydziestu pięciu latach, w czerwcu 2005 roku i ukończył w grudniu 2008 roku.
Początkowo autor miał problemy z publikacją części pierwszej powieści, Prospektu. Żaden z ówczesnych redaktorów nie wyrażał zgody na wydrukowanie Prospektu w odcinkach w PRL w jakimkolwiek czasopiśmie z powodu jego nieprzyzwoitości.
Bocheński pisał tę książkę tak długo, ponieważ, wedle jego własnych słów, książka musiała razem z autorem czekać, aż świat się przemieni, żeby autor tę przemianę przeżył i dowiedział się, co ma opisać.
Kluczowe pytanie, które stawia autor, brzmi: Kim naprawdę był Tyberiusz? Nieudolnym władcą, czy pierwszym nowoczesnym politykiem? Zbrodniarzem, czy reformatorem? A może po prostu frustratem? Podobnie jak w poprzednich dwóch częściach również w tej narrator wciela się w rolę, zostaje mianowicie pilotem wycieczki. Podróż, na którą zaprasza czytelników-turystów, jest nie tylko podróżą w sensie geograficznym, ale również wyprawą w czasie. Pilot wykorzystuje źródła: Swetoniusza, Tacyta i Diona.
Powieść podzielona na cztery części Prospekt 1970, Fantazja 2005, Pornografia 14-26, Horror 26-37. Dwie pierwsze daty odnoszą się do rzeczywistego czasu pisania książki, dwie ostatnie do czasów historycznych. Bocheński powiedział, że pisząc tę powieść postanowił pisać równocześnie o nas, tym samym czytelnicy-turyści to początkowo studenci-marksiści żyjący atmosferą Paryskiego Maja, archeolodzy, ludzie z demosu, czy bogaci zagraniczni turyści. Wszyscy zmieniają się w 2005 roku w pracowników korporacji, nowoczesnych pasjonatów antyku, ludzi interesu. Biorą udział w rozmowie z pilotem lub w rozmowach między sobą.
Autor szczegółowo analizuje postać Tyberiusza, przedstawia również inne osoby z jego otoczenia: Trazyllusa, Sejana, osoby z rodziny: Liwię, Kaligulę. Nie stroni od tematów uchodzących za tematy tabu. Opisuje dawne związki astrologii z polityką, a także życie obyczajowe. Zaprasza na wycieczki nie tylko do rezydencji cesarskich, lecz również do lupanarów.
Pilot podkreśla, że turyści nie ponoszą żadnych kosztów podróży, jedynym wymogiem jest wymóg zachowania własnej tożsamości.

## Nagrody
1962 – Nagroda Honorowa Radia Wolna Europa dla Boskiego Juliusza za najlepszą książkę krajową

## Wydania
- Jacek Bocheński, Boski Juliusz. Zapiski antykwariusza, Czytelnik, Warszawa 1961.
- Jacek Bocheński, Boski Juliusz, Czytelnik, Warszawa 1962.
- Jacek Bocheński, Boski Juliusz, Czytelnik, Warszawa 1966.
- Jacek Bocheński, Boski Juliusz, Czytelnik, Warszawa 1972.
- Jacek Bocheński, Boski Juliusz, Czytelnik, Warszawa 1975.
- Jacek Bocheński, Boski Juliusz, Niezależna Oficyna Wydawnicza Nowa, Warszawa 1991.
- Jacek Bocheński, Boski Juliusz, Państwowy Instytut Wydawniczy, Warszawa 1997
- Jacek Bocheński, Boski Juliusz, Świat Książki, Warszawa 2006.
- Jacek Bocheński, Boski Juliusz, Świat Książki, Warszawa 2009.
- Jacek Bocheński, Nazo poeta, Czytelnik, Warszawa 1969.
- Jacek Bocheński, Nazo poeta, Czytelnik, Warszawa 1974.
- Jacek Bocheński, Nazo poeta, Czytelnik, Warszawa 1999.
- Jacek Bocheński, Nazo poeta, Świat Książki, Warszawa 2009.
- Jacek Bocheński, Tyberiusz Cezar, Świat Książki, Warszawa 2009.

## Tłumaczenia
- angielski:
  - Divine Julius. How to become a God in four easy steps, tłum. Tom Pinch, Mondrala Press, 2022[1].
  - Naso the Poet: The Loves and Crimes of Rome's Greatest Poet, tłum. Tom Pinch, Mondrala Press, 2023[2].
  - Tiberius Caesar: An Investigation, tłum. Tom Pinch, Mondrala Press, 2023[3].
- niemiecki:
  - Göttlicher Julius Aufzeichnungen eines Antiquars, München: Ehrenwirth, 1961.
  - Der Täter heißt Ovid, Wien: Europaverlag, 1975.
- rosyjski:
  - Bożestwiennyj Julij, Moskwa: Chodżestwiennaja Literatura, 1974.
  - słowacki:
  - Božský Julius, Slovenský spisovatel’, 1965.
  - Basnik Ovidius, Kniźnica Slovenského spisovatel’a, 1975.
- ukraiński:
  - Owidij – Nazon poet, tłum. Rostisław Docenko, Lwów: Piramida, 2011.
  - Bożestwennij Julij, Lwów: Piramida, 2013.
  - Tiberij Cesar, tłum. Igor Andruszenko, Lwów: Piramida 2014.
- węgierski:
- Azisteni Julius, Budapest, Europa, 1964; tłum. Kerényi Grazia
  - Aszamuzott Ovidius, Budapest: Europa, 1972; tłum. Kerényi Grazia